# Muhammad Bekjanov
Muhammad Bekjanov är en uzbekisk journalist som dömts till långa fängelsestraff. Efter Sovjetunionens kollaps var han en av de ledande personerna i kampen för demokrati. Efter att Islam Karimov kom till makten 1991 arbetade Bekjanov och hans bror Muhammad Salih med Erk, Uzbekistans största oppositionspartis tidning. Efter bombningarna i Tasjkent 1999 tvingades han under tortyr erkänna att han samarbetat med terrorister och dömdes därför till 15 år i fängelse. Några dagar före att han skulle ha frigetts dömdes han till ytterligare fyra år och åtta månader.
På grund av tortyr är han döv på högra örat och har brutit ett ben. Hans fru fick besöka honom i oktober 2006 och berättade att han fortfarande torteras, något som lett till att han förlorat de flesta tänder.
Bekjanov fick 2013 Reportrar utan gränsers pressfrihetspris, tillsammans med den lankesiska tidningen Uthayan.